# Aphanopus mikhailini
Aphanopus mikhailini е вид лъчеперка от семейство Trichiuridae. Видът е незастрашен от изчезване.

## Разпространение и местообитание
Разпространен е в Австралия, Аржентина, Мозамбик, Намибия и Нова Зеландия.
Среща се на дълбочина от 905 до 2000 m.

## Описание
На дължина достигат до 90 cm.